# 2014年美國電影學會獎
在2014年榮獲美國電影學會獎（AFI）年度最佳10部電影和10電視節目。

## 電影
- 《美國狙擊手》
- 《鳥人》
- 《年少時代》
- 《暗黑冠軍路》
- 《模仿遊戲》
- 《星際效應》
- 《魔法黑森林》
- 《獨家腥聞》
- 《逐夢大道》
- 《永不屈服》
- 《進擊的鼓手》

## 電視
- 《美國諜夢》
- 《冰血暴》
- 《冰與火之歌：權力遊戲》
- 《逍遙法外》
- 《貞愛好孕到》
- 《紐約醫情》
- 《廣告狂人》
- 《鐵窗紅顏》
- 《矽谷》
- 《透明家庭》